# Hapithus crucensis
Hapithus crucensis är en insektsart som beskrevs av Desutter-grandcolas 2003. Hapithus crucensis ingår i släktet Hapithus och familjen syrsor. Inga underarter finns listade i Catalogue of Life.